# Петрова, Майя Андреевна
Ма́йя Андре́евна Петро́ва (в девичестве — Каверина; род. 26 мая 1982 года, Волгоград) — бывшая российская гандболистка, линейный сборной России и команды «Ростов-Дон». Олимпийская чемпионка 2016 года, чемпионка мира 2009 года. Заслуженный мастер спорта (2009).

## Биография
Воспитанница волгоградской гандбольной школы. Спортивную карьеру начала в волгоградской «Акве», с 2003 по 2020 год играла за «Ростов-Дон». Чемпионка России (2001, 2015, 2017,2018,2019,2020), серебряный (2002, 2003, 2011, 2012, 2013, 2016) и бронзовый (2004, 2005, 2010) призёр чемпионатов России, обладательница Кубка России (2007,2016,2017,2018,2019), обладательница Суперкубка России 2015, 2016, 2017, 2018,  финалист чемпионата Европы среди клубов (2001), финалист Лиги Чемпионов 2018, Серебряный призер Лиги чемпионов 2019.
В составе сборной России — бронзовый и серебряный призёр чемпионата Европы (2008), (2018), чемпионка мира (2009), олимпийская чемпионка (2016).
Игрок сборной России по пляжному гандболу. Чемпионка мира и Европы (2004), бронзовый призёр чемпионата мира и серебряный призёр чемпионата Европы (2006), участница Всемирных игр (2005).
Замужем за футболистом Александром Петровым, сыновья Артём, Дмитрий, Арсений.
16 мая 2020 года объявила о завершении карьеры игрока. Активные болельщики клуба организовали прощальную церемонию для Петровой и Регины Калиниченко (Шимкуте), также закончившей карьеру. На церемонии были подняты над площадкой огромные майки с игровыми номерами спортсменок, символизирующие вывод номеров 7 и 23 из обращения клуба.
6 июля 2022 года Петрова присоединилась к тренерскому штабу молодежного состава клуба «Ростов-Дон».

## Награды
- Орден Дружбы (25 августа 2016 года) —[4].